# Бриз (квартал на Варна)
Квартал „Бриз“ (или „Почивка“) се намира в източната част на Варна в район Приморски, североизточно от ж.к. „Чайка“.
„Бриз“ е сред най-динамично развиващите се квартали в града. Строят се много жилищни сгради. Тук са разположени Четвърта езикова гимназия и Професионалната гимназия по хранително-вкусова промишленост и химични технологии, както и Департаментът за информация, квалификация и продължаващо образование (ДИКПО) на Шуменския университет (бивш Институт за усъвършенстване на учителите – Варна) с общежитие. В квартала се намира студиото на БНТ – телевизия „Варна“, която излъчва програма „Море“.

## Транспорт
Има удобни автобусни линии до центъра и курортите. Кварталът се обслужва от следните линии на масовия градски транспорт:
- 9: Жп гара – Република (Зл. пясъци) – Център – Жп гара
- 14/14А: Почивка – Център – Владиславово – Почивка
- 17А: Галата – Аспарухово – Жп гара – Почивка – Галата
- 31А: Жп гара – Център – Евксиноград – Виница – Жп гара
- 39: „Топливо“ – Жп гара – Почивка – „Топливо“
- 86 (тролей): Почивка – Център – Аспарухово – Почивка
- 109: Жп гара – Център – Ривиера (Зл. пясъци) – Жп гара
- 118: Почивка – Владиславово – Почивка
- 118А: Почивка – с. Тополи – Почивка
- 121: Почивка – Аксаково – Почивка
- 148: Почивка – Център – Владиславово – Почивка
- 209: Почивка – Военна болница – Владиславово – Почивка
- 209 бърз (през лятото): Владиславово – Военна болница – Златни пясъци – Владиславово
- 409: Аксаково – Център – Журналист – (Зл. пясъци в периода април – ноември) – Аксаково.

По проект за интегриран градски транспорт на Варна се изгражда велоалея, която ще свързва центъра с гимназиите в квартала и бърза автобусна линия, която да свърже квартал „Бриз" с квартал „Владиславово"

## Важни обекти
Сред посещаваните плажове в квартала са „Четвърта буна“ и „Почивка“. Край сп. „Студентска“ плажът е предимнно нудистки. Той свързва плажовете на Евксиноград и Приморски парк.
В зоната на ската е имало зелена зона с алеи, които са свързвали Приморския парк с Евксиноград и парка на курорта „Св. св. Константин и Елена“, но поради застрояване тази зона е оградена и връзката остава само по шосето и плажа.
За туристите работят много хотели и частни вили, както и вторият по големина във Варна търговски център „Пикадили парк".
Между кварталите „Чайка“ и „Бриз“ се разполага големият парк-паметник на българо-съветската дружба, предлагащ чудесна панорама към жилищните зони и морето, както и привлекателно място за разходка и спорт на много варненци. Паркът е занемарен, като някои от алеите са в много лошо състояние.